# اندیس سنگ تزئینی (محمد اسماعیل دانشور)
سنگ تزئینی (محمد اسماعیل دانشور) یک اندیس مصالح ساختمانی است که در حوالی شهر سوریان استان فارس قرار دارد و مادهٔ معدنی موجود در آن، سنگ تزئینی است.سنگ میزبان این اندیس سنگ آهک متامورف است و دیرینگی آن به دوران پالئوسن می‌رسد.